# Radu XII Leon
Radu XII Léon dit Stridas (l'Huitre, c'est-à-dire le marchand d'huîtres) fut prince de Valachie de 1664 à 1669.

## Contexte
Fils du prince Leon Ier Tomșa, il fut nommé prince de Valachie de décembre 1664 à mars 1669 contre le paiement de 400 000 ducats. Il parle à peine le roumain et pendant son règne il met le pays en coupe réglée avec l'aide de Grecs. Il dut toutefois composer avec la famille Cantacuzène et nomma Draguitch, le fils aîné de Constantin Cantacuzène assassiné par son prédécesseur, Spatar (i.e Chef des Armées ou Connétable) et son frère le futur prince Șerban Postelnic (i.e Chambellan).